# Chalon (Isère)
Chalon (bis 2012: Châlons) ist eine französische Gemeinde mit 169 Einwohnern (Stand: 1. Januar 2022) im Département Isère in der Region Auvergne-Rhône-Alpes; sie gehört zum Arrondissement Vienne und zum Kanton Roussillon. Die Einwohner werden Chalonnais genannt.

## Geografie
Die Gemeinde Chalon liegt etwa zehn Kilometer südöstlich von Vienne. Umgeben wird Chalon von den Nachbargemeinden Saint-Sorlin-de-Vienne im Norden, Montseveroux im Osten und Südosten, Monsteroux-Milieu im Süden, Vernioz im Südwesten und Westen sowie Les Côtes-d’Arey im Westen und Nordwesten.

## Bevölkerungsentwicklung
| Jahr                       | 1962 | 1968 | 1975 | 1982 | 1990 | 1999 | 2010 | 2021 |
| Einwohner                  | 63   | 55   | 61   | 134  | 163  | 162  | 165  | 171  |
| Quellen: Cassini und INSEE |      |      |      |      |      |      |      |      |

## Sehenswürdigkeiten
- Kirche Saint-Michel
- Wasserturm